# Provodín
Provodín (deutsch Mickenhan) ist eine Gemeinde des Okres Česká Lípa in der Region Liberec im Norden der Tschechischen Republik. Sie liegt rechtsseitig des Baches Robečský potok.

## Geschichte
Erstmals urkundlich erwähnt wurde der Ort 1376. Ab Mitte des 19. Jahrhunderts gehörte die Gemeinde zum Gerichtsbezirk Böhmisch Leipa bzw. zum Bezirk Böhmisch Leipa.

## Gemeindegliederung
Die Gemeinde Provodín besteht aus den Ortsteilen Provodín (Mickenhan) und Srní u České Lípy (Rehdörfel), die zugleich auch Katastralbezirke bilden.